# جامع أورطة كوي
جامع أورطة كوي أو المسجد المجيدي (بالتركية : Büyük Mecidiye Camii أو Ortaköy Camii) بني على شاطئ مضيق البسفور جامع أورطة كوي وكان يوجد مكانه المسجد الذي بناه صهر الوزير إبراهيم باشا وهو محمود أغا.

## بنائه
وفي عام 1853 م تم بناء جامع أورطة كوي من قبل السلطان عبد المجيد (1823 – 1861)م. وعلى باب الجامع يوجد ختمه وكتابة تدل على ذلك. بناه بناء نكوغوث بليان وتم ترميم أساسات الجامع نتيجة ضعف البناء في عام 1960م وتم تقوية أساساته حتى عمق 20م.

### وصف البناء
تم تدشين الجامع للعبادة في القرن التاسع عشر وهي عبارة عن كتلتين من البناء، كتلة الجامع وكتلة محفل السلطان وهما بمحاذاة بعضهما شمالا وجنوبا.
مساحة مكان العبادة (12,15 – 12,25)م. إضافة إلى ذلك يوجد فسحة صغيرة بالقسم الشمالي للجامع.
والجدران مقوسة للداخل، بني لهذه الجدران دعامات تقوية لزيادة متانته وتم إنارة الجامع بواسطة النوافذ العالية والعريضة.
وبه مئذنتين مربعي الشكل على طرفي محفل السلطان وهما رفيعتين وجميلتين. ورممت النقوش والتزيينات المكتوبة بقلم باروك وأمبير والموجودة بالقسم الداخلي من الجامع في السنوات الأخيرة.
يعد من أحس ابنية العالم

### معرض صور

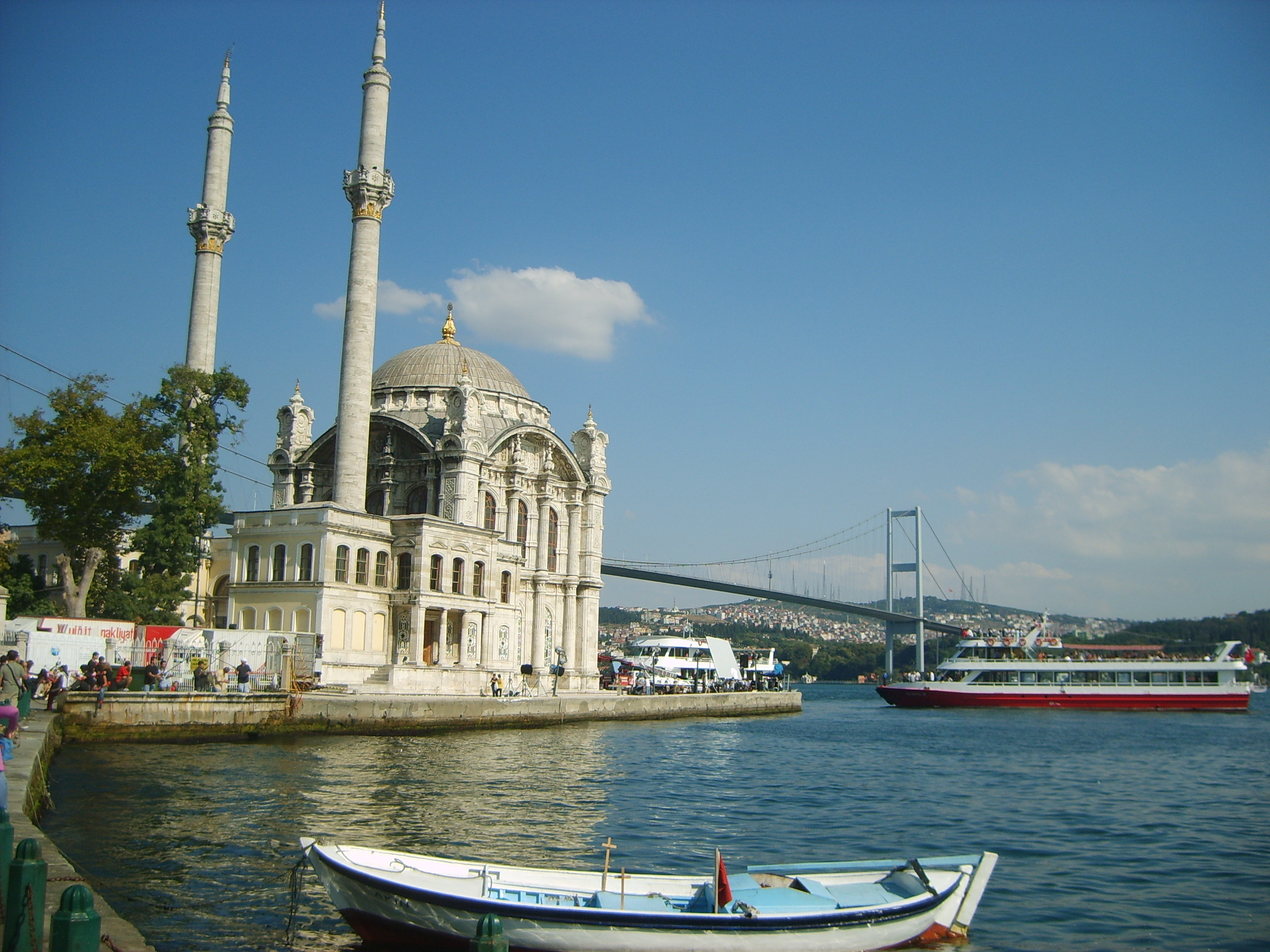
جامع أورطة كوي في اسطنبول
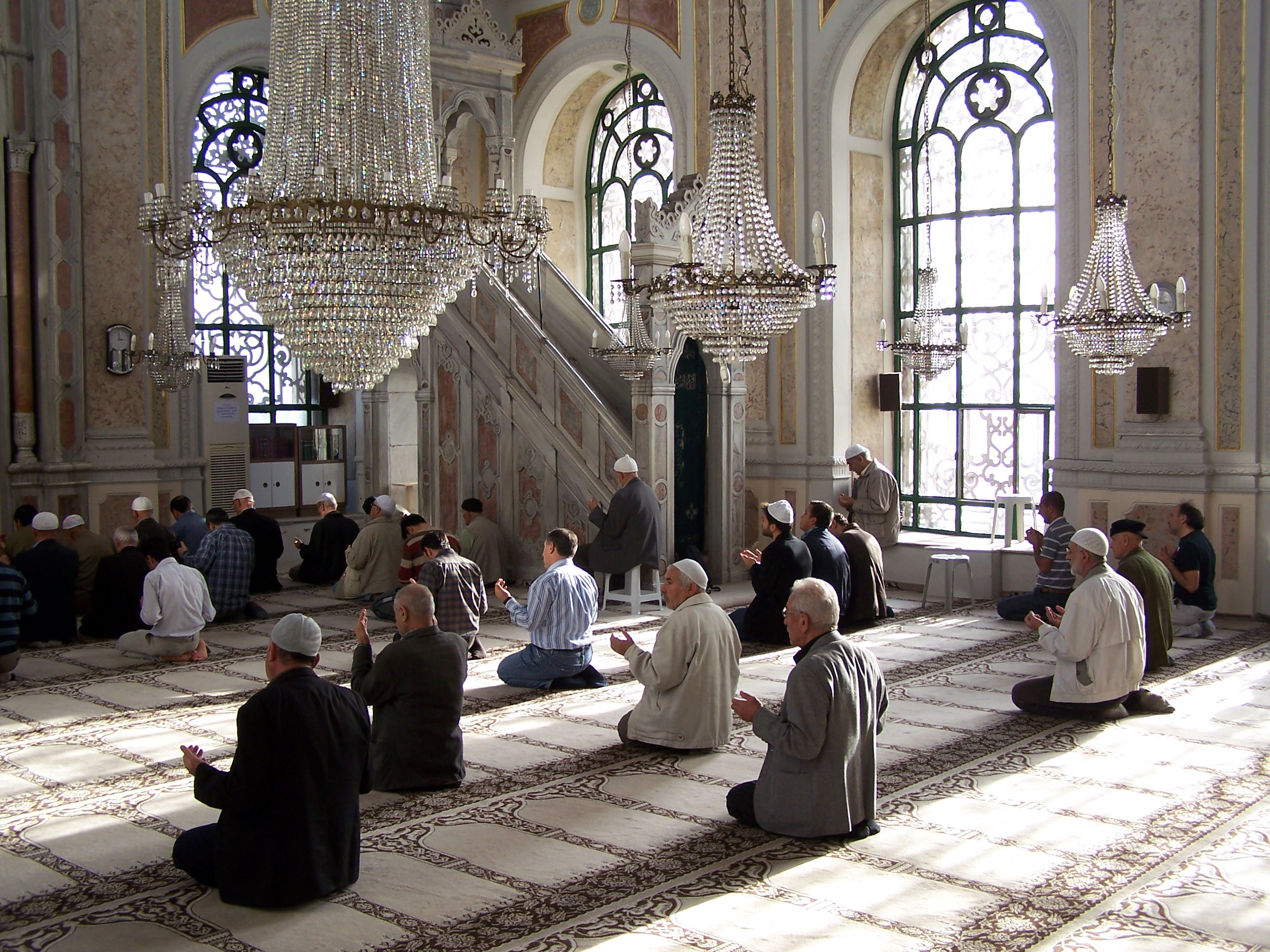
أتراك مسلمون وهم يؤدون صلاتهم في جامع أورطة كوي-اسطنبول
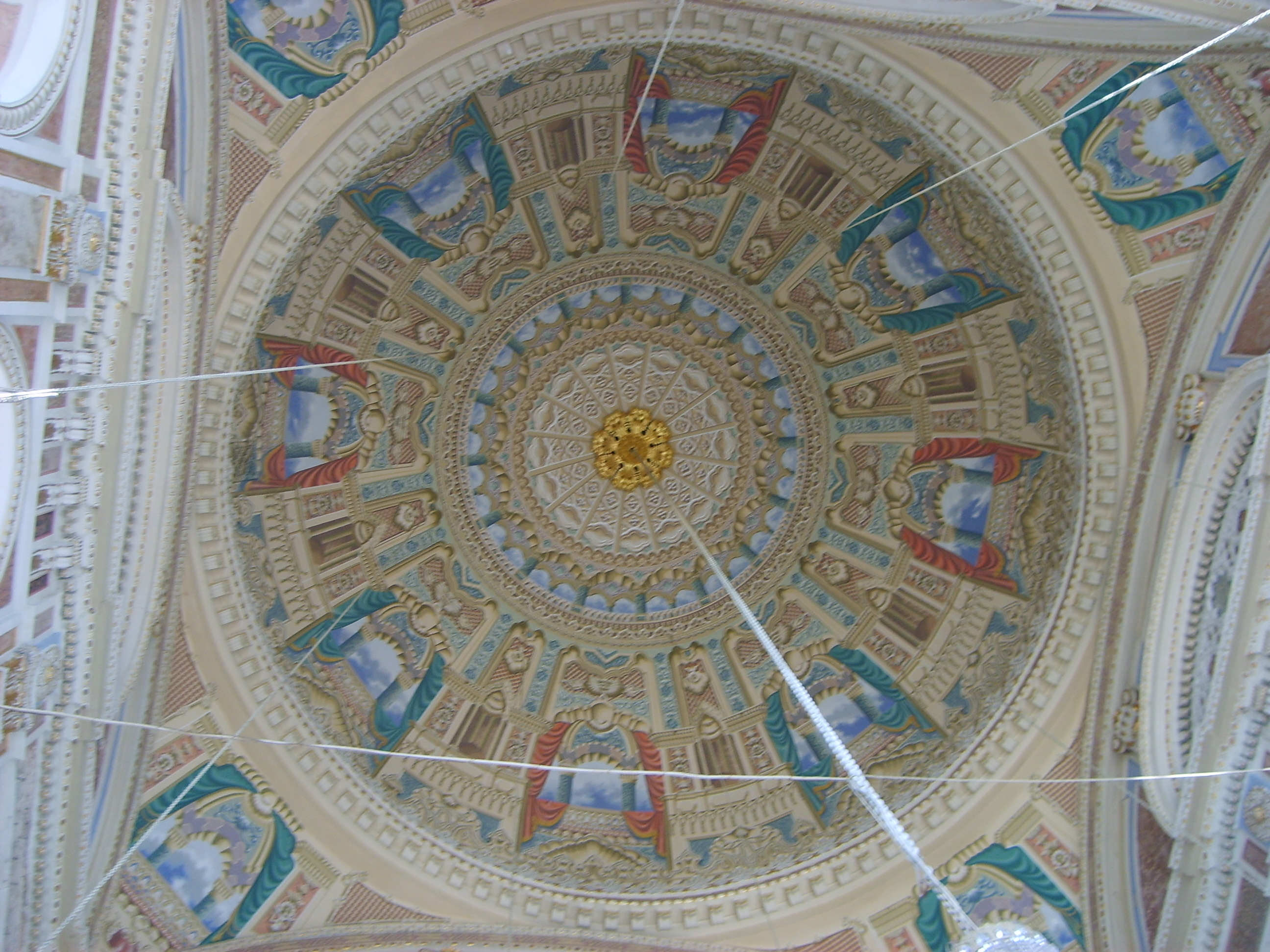
قبة الجامع من الداخل
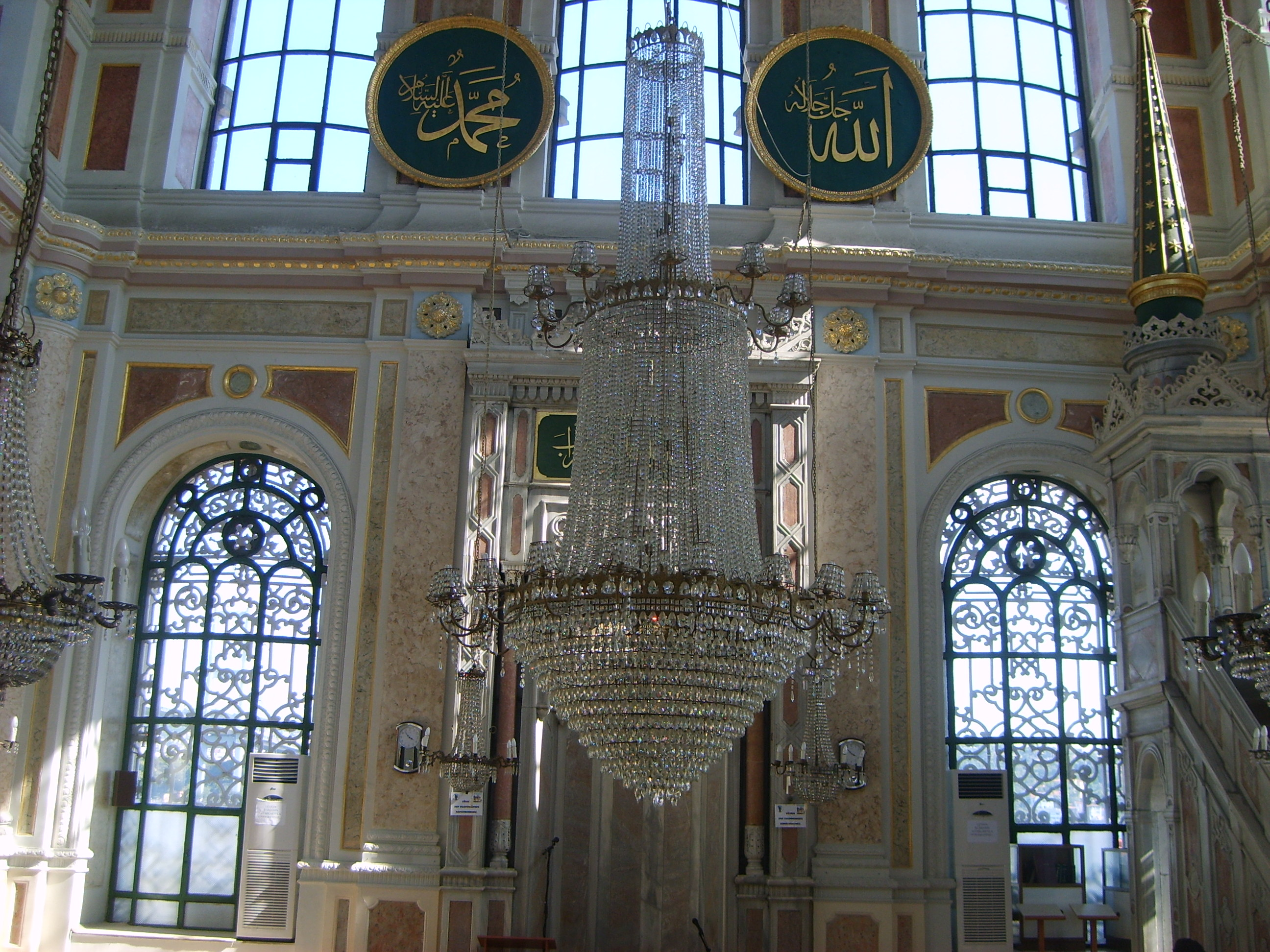
جامع أورطة كوي من الداخل
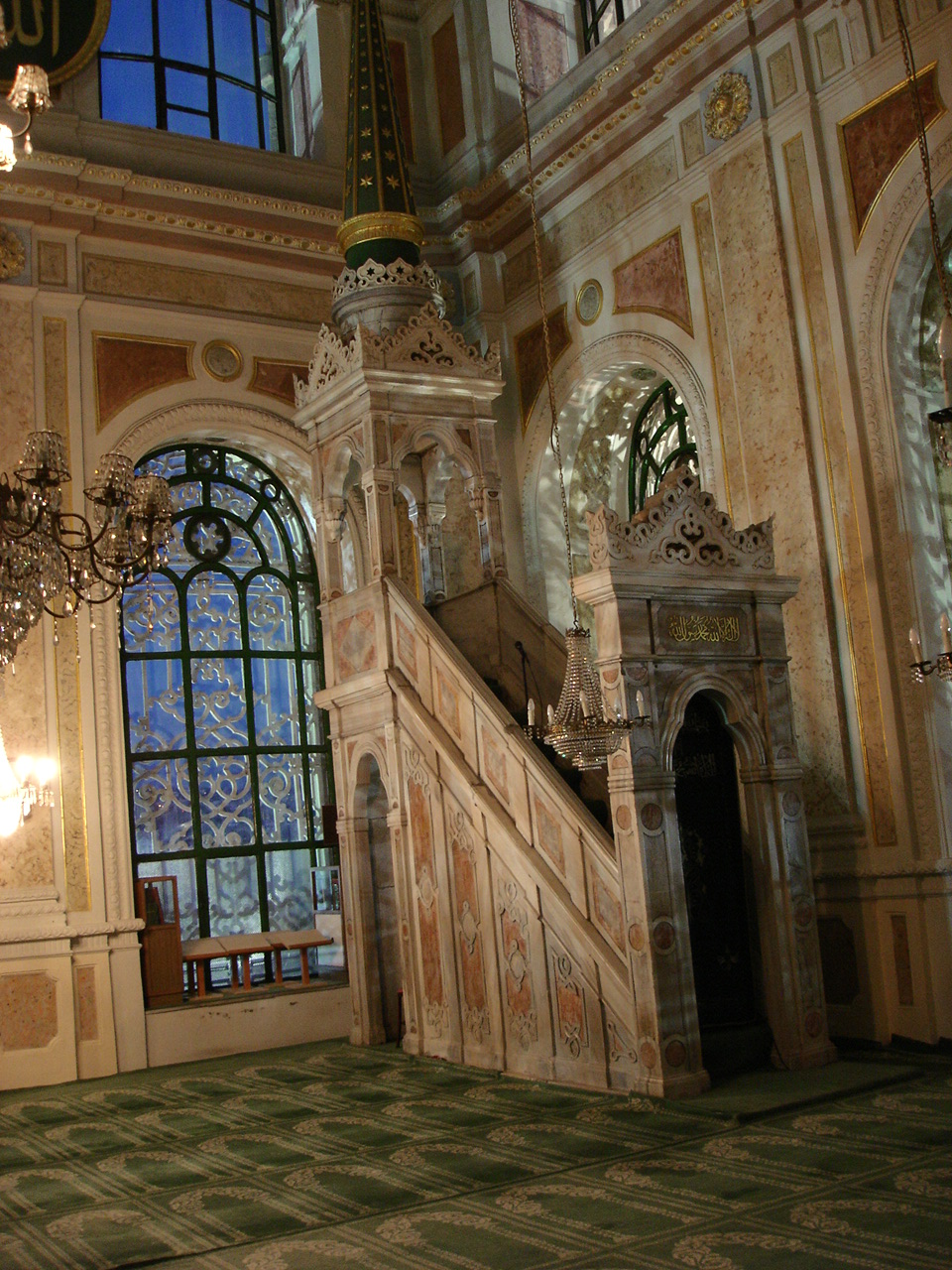
منبر الجامع
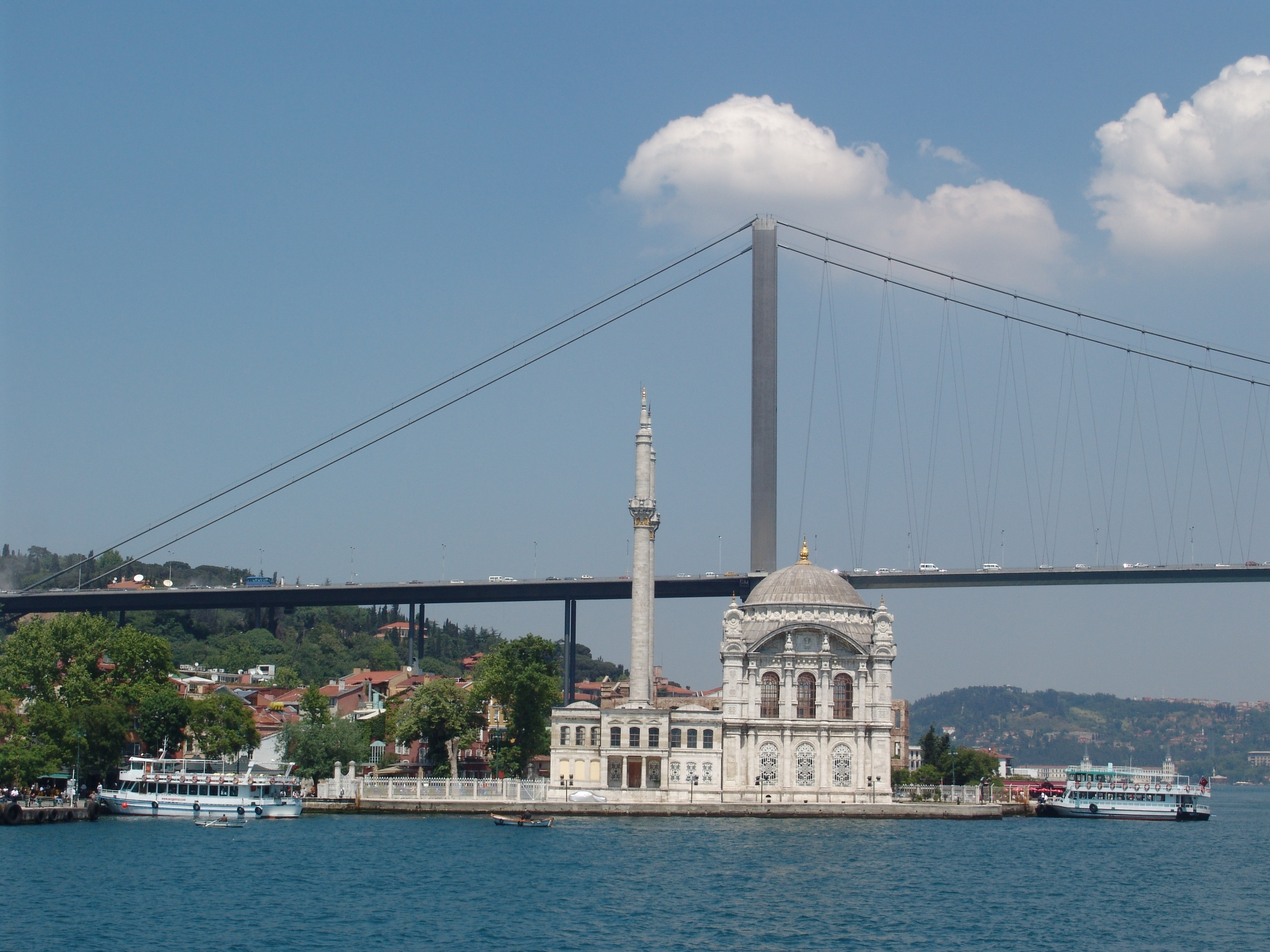
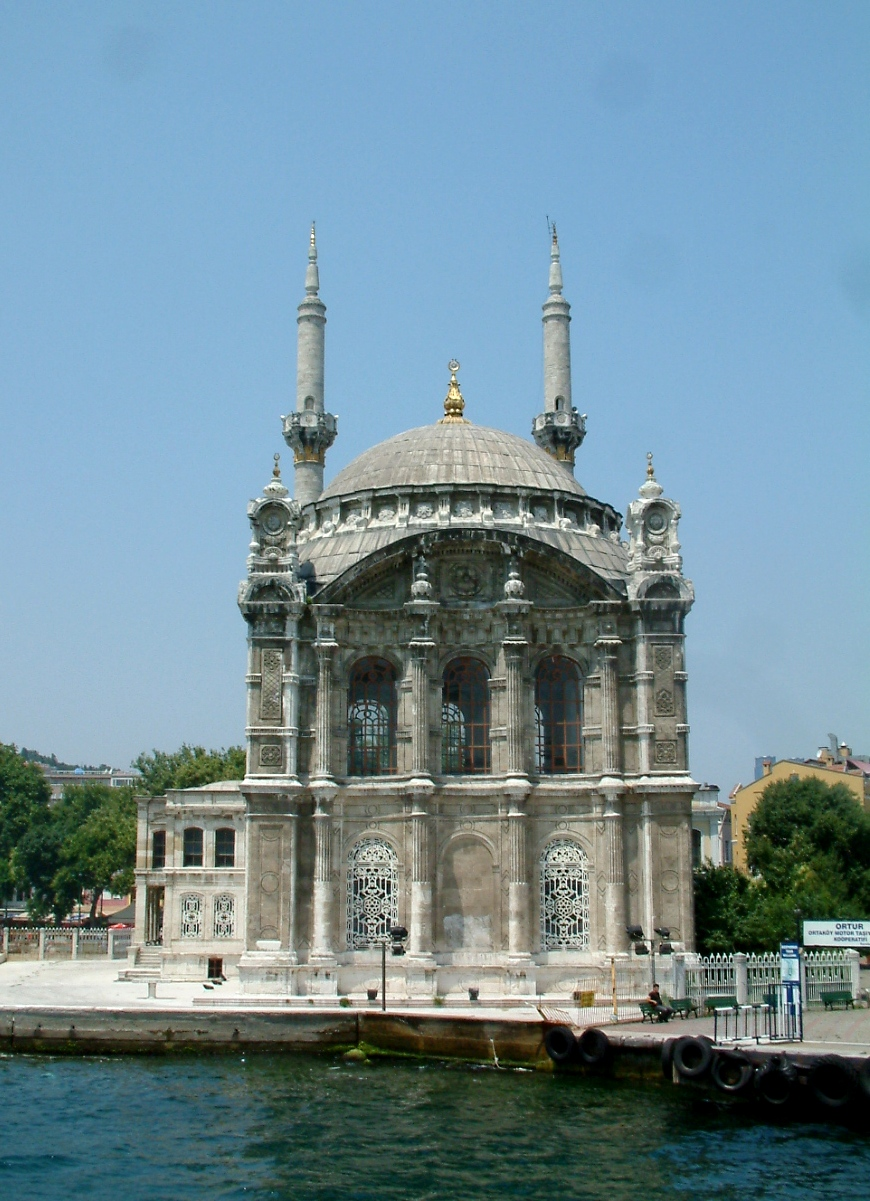
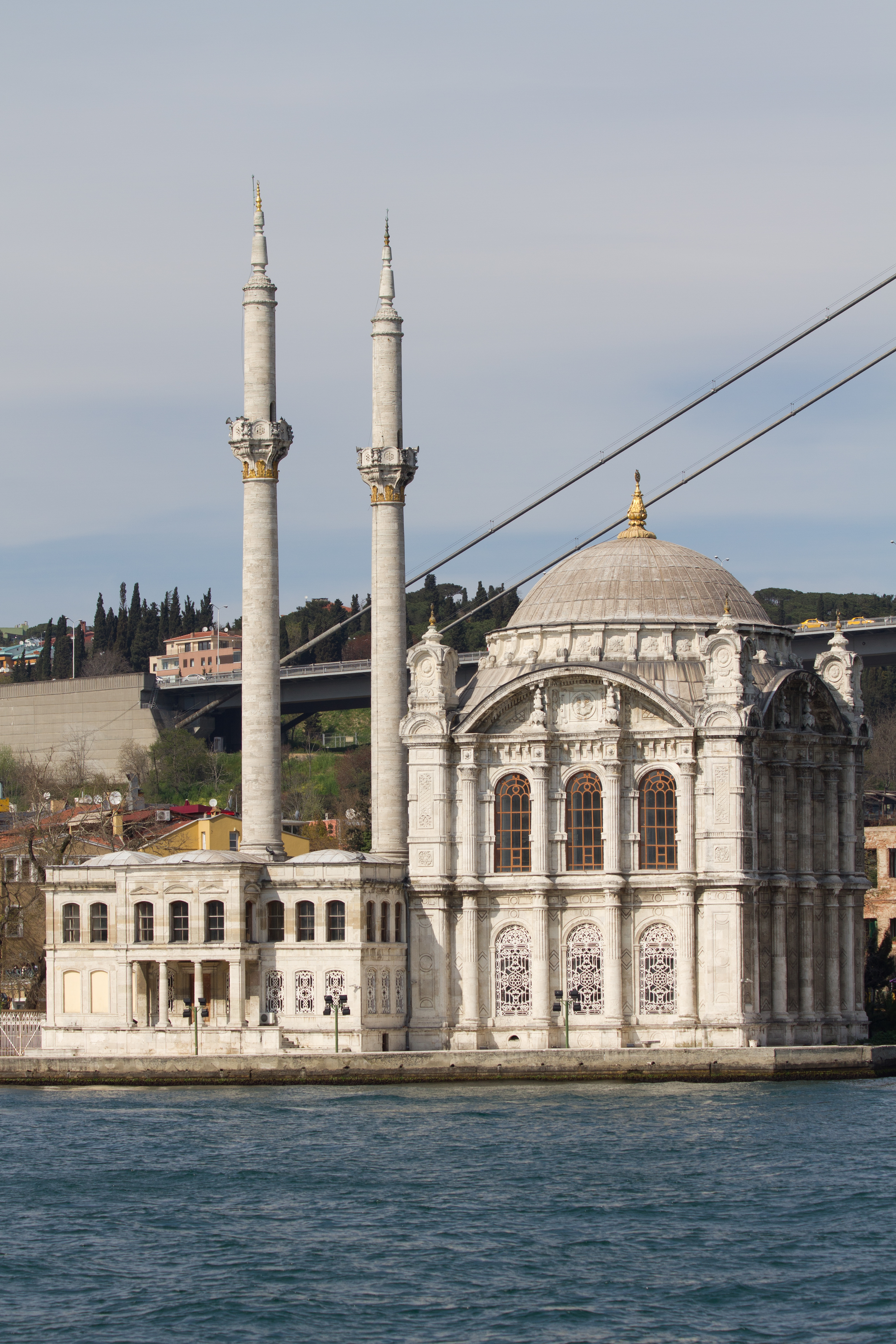
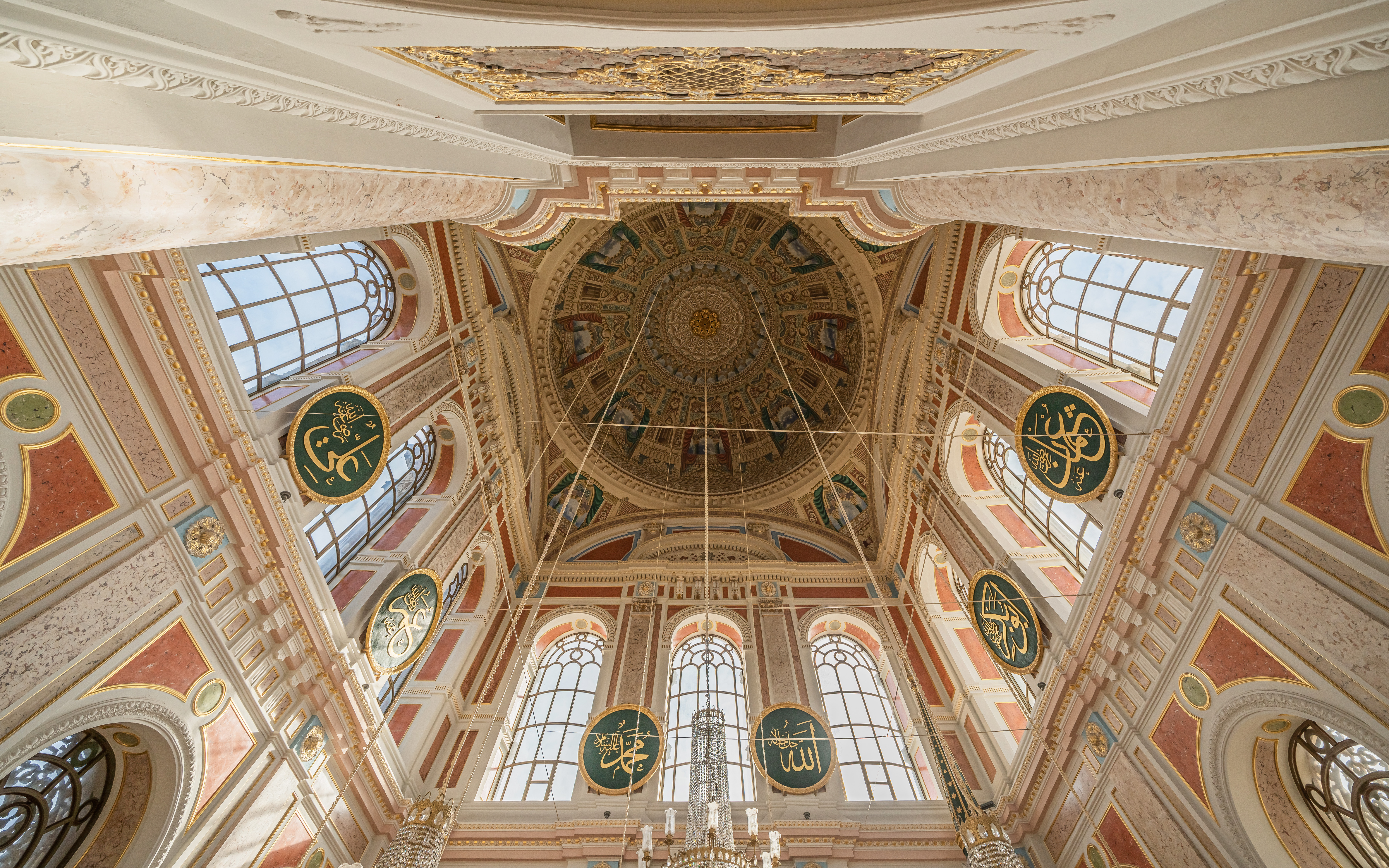